# マリリン・ムーア
マリリン・ムーア（Marilyn Moore、1931年6月16日 - 1992年3月19日）は、1950年代に活動したアメリカ合衆国のジャズ・シンガー。
ビリー・ホリデイに瓜二つの声色で知られ、ジャズ評論家のウィル・フリードワルドによると、ホリデイとは友人同士であったという。ジャズ・サクソフォーン奏者のアル・コーンと結婚した時期があり 、息子ジョーはジャズ・ギタリストとして活躍中である。代表作のアルバム『ムーディー』（ベツレヘム・レコード、1957年録音）ではアル・コーンと共演を果たしており、ビリー・ホリデイの生き写しと言われるムーアの声質や発声法もそこで確認することができる。

## ディスコグラフィ

### スタジオ・アルバム
- 『ムーディー』 - Moody (1959年、Bethlehem)

### 音源
- Marilyn Moore - Is You Is or Is You Ain't My Baby / I Cried For You
- Marilyn Moore / I'm Just a Lucky So & So
- Marilyn Moore / Lover Come Back to me
- Lover Come Back to Me （ビリー・ホリデイの歌唱）